# Baltasar de Echave Orio

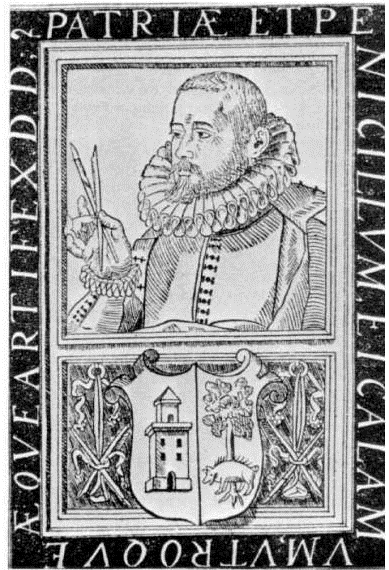
Retrato de Baltasar de Echave en sus Discursos de la antigüedad de la lengua cántabra bascongada, México, Enrico Martínez, 1607.

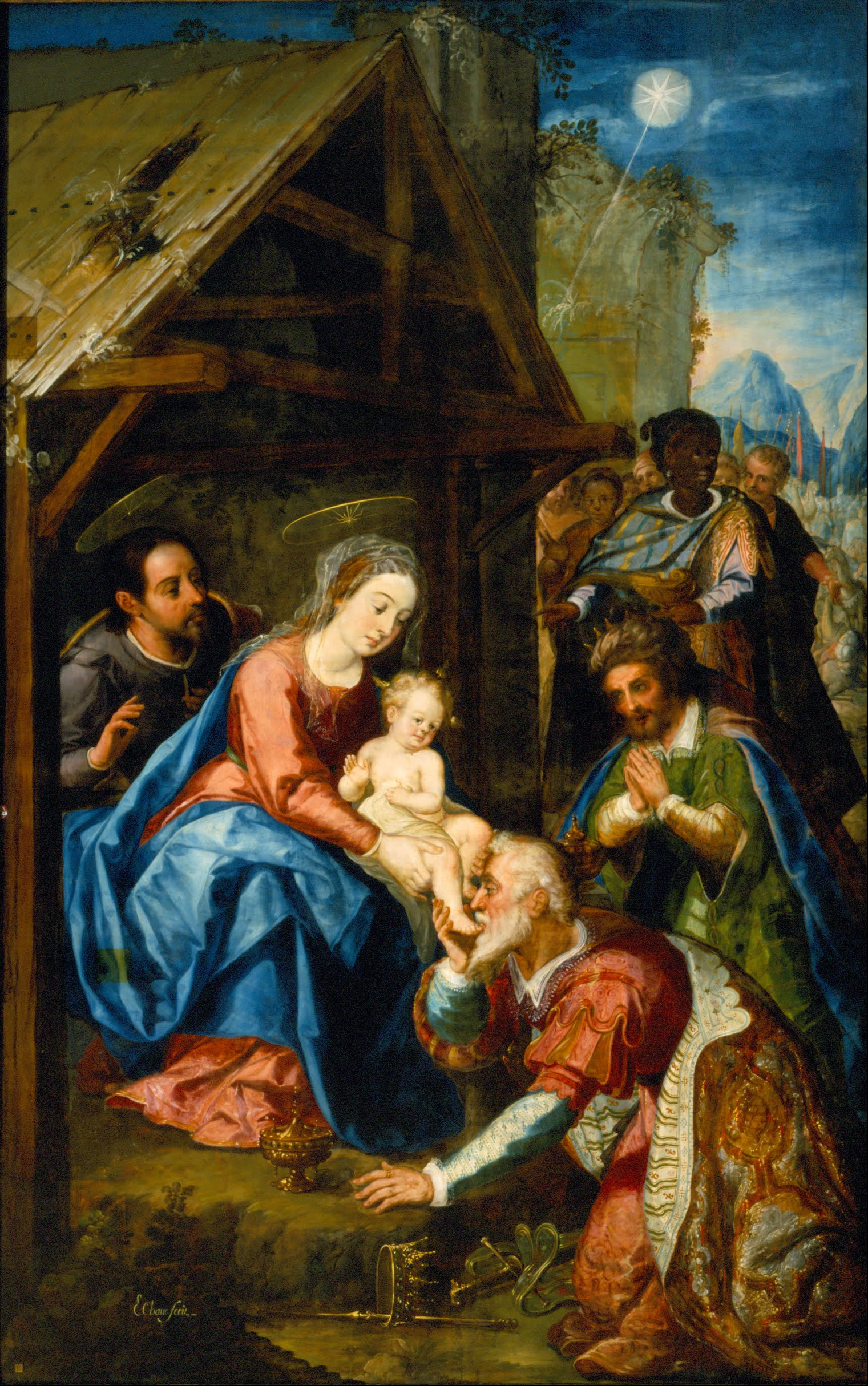
Adoración de los Reyes, óleo sobre tabla, 248 x 155,5 cm, México, Museo Nacional de Arte, procedente del retablo de la Casa Profesa de los jesuitas.

Baltasar de Echave Orio o el Viejo (Zumaya, Guipúzcoa, 1548-México, c. 1623) fue un pintor y escritor español establecido en Nueva España al menos desde 1582. Figura destacada de la plástica colonial y cabeza de una dinastía de pintores, su autorretrato estampado al frente de sus Discursos de la antigüedad de la lengua cántabra bascongada, llevando un pincel y una pluma en la mano, se ilustra con la inscripción Patriæ et penicillum et calamum, utroque æque artifex dedicavit, que se podría traducir por «A la patria, el pincel y la pluma, el artífice dedicó por igual».

## Biografía y obra
Nacido en la casa solariega de Aizarnazábal, próxima a Zumaya, pudo viajar a Nueva España ya en 1573, cuando hizo testamento en Sevilla «no sabiendo lo que podía ocurrir», en compañía de su hermano mayor, Juan Martínez de Echave. En 1582 se le documenta ya con residencia en México al contraer matrimonio con Isabel de Ibía, hija de su paisano el pintor Francisco de Gamboa o de Ibía, conocido como Francisco de Zumaya, con quien se ha supuesto que pudo formarse en la tradición de la pintura manierista. Del matrimonio nacieron dos hijos, Baltasar, padre de Baltasar de Echave Rioja, y Manuel, pintores todos ellos.
El problema de la formación artística de Echave, con todo, dista de estar resuelto, pues Francisco de Zumaya parece haber sido ante todo dorador y estofador y en la abundante documentación relativa a los trabajos efectuados por él en la catedral de México en 1585, ayudado por pintores indígenas, Echave no aparece citado. En cualquier caso, el primer trabajo documentado a su nombre, la pintura del retablo de la catedral de Puebla que Simón Pereyns no pudo terminar, lo contrató Echave en 1590 junto con su suegro. Siguieron a este algunos trabajos menores y en 1596 y 1597 proporcionó sambenitos y otros objetos para los autos de fe del tribunal de la Inquisición.

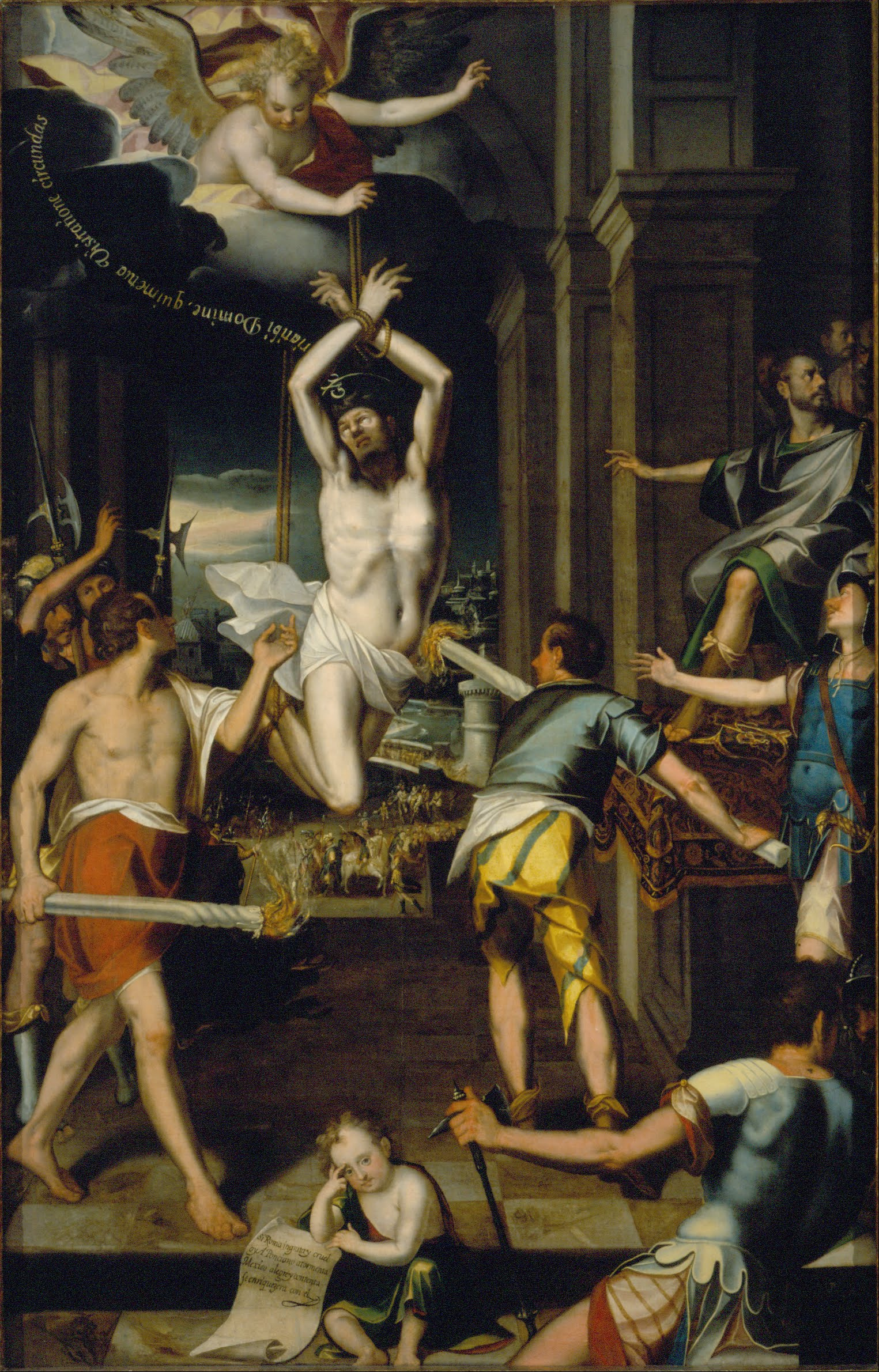
El martirio de san Ponciano, óleo sobre tabla, 254,3 x 161 cm, México, Museo Nacional de Arte.

De su obra conservada, constituida por unas veinte pinturas firmadas o atribuidas, destinadas casi en su totalidad a la Iglesia y de un gusto manierista florentino algo arcaico, destacan los óleos de la Adoración de los Reyes y la Oración del huerto, pintados hacia 1595 para la iglesia de la Casa Profesa de los jesuitas, conservados en el Museo Nacional de Arte. La misma procedencia tienen un Martirio de san Aproniano fechado en 1612, con el característico recurso manierista de las figuras cortadas en primer término, y el Martirio de san Ponciano (1605?), en el que un niño lloroso al pie muestra un papel donde puede leerse una cuarteta de escaso mérito: 

Si Roma ingrata y cruel
hoy a Ponciano Atormenta
México alegre y contento
se enriquecerá con él.

Obra importante hubo de ser también la del retablo mayor de la iglesia de Santiago de Tlatelolco, originalmente formado por catorce óleos de los que se conservan únicamente la Visitación y la Porciúncula. Ya su arquitecto, el franciscano fray Juan de Torquemada, alababa al pintor al ocuparse en su Monarquía Indiana del asentamiento del retablo, concluido en 1609, en el que, decía, se han gastado muchos ducados «en materiales y pincel que ha hecho un español vizcaíno, llamado Baltasar Echave, único en su arte».
Además, en colección particular se conserva firmada en 1606 una Virgen de Guadalupe y en la Catedral Metropolitana de la Ciudad de México, donde se le han atribuido dos retratos de obispos, un Cristo atado a la columna con san Pedro y un donante, óleo firmado en 1618.
La colección Blaisten posee un singular óleo, firmado y fechado en 1621, creado para la devoción particular y considerado el último trabajo del pintor, en el que bajo el título Virgen leyendo se representa a María meditando momentos antes de la Anunciación del Ángel.

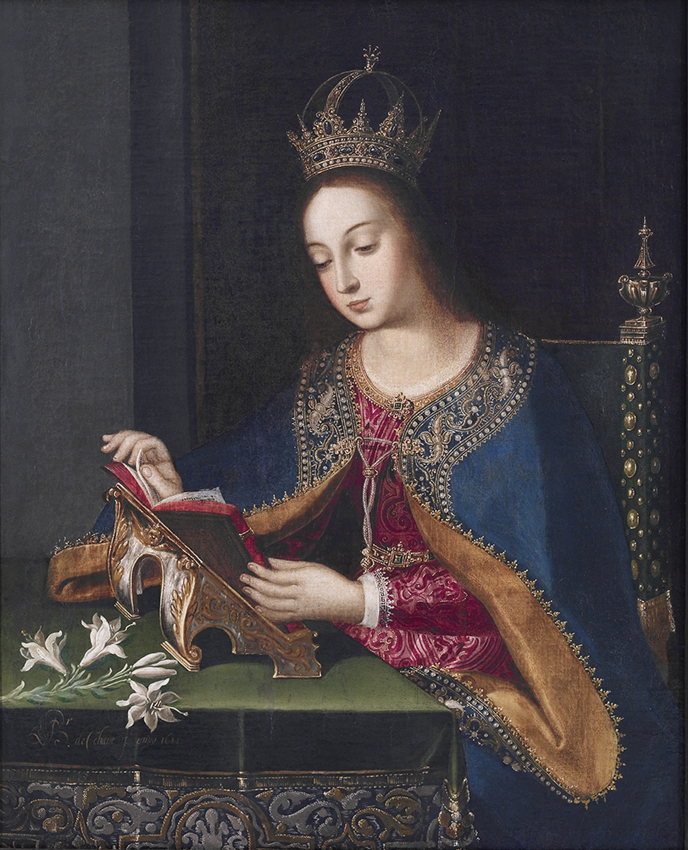
Virgen leyendo (La Anunciación), óleo sobre tela, 105 x 82 cm, Colección Blaisten, Ciudad de México

En el terreno de la filología fue autor de unos Discursos de la antigüedad de la lengua cántabra bascongada, compuestos por Balthasar de Echave, natural de la Villa de Çumaya en la Provincia de Guipúzcoa y vezino de México, editados en México, en la imprenta de Enrico Martínez, 1607. Presentados conforme al género del diálogo ficticio, quien introducía a ellos era la propia lengua, «en forma [de] una Matrona venerable y anciana, que se quexa, de que siendo ella la primera que se habló en España, y general en toda ella la ayan olvidado sus naturales, y admitido otras Estrangeras». Sus interlocutores eran «las Provincias de Guipúzcoa y Vizcaya que le han sido fieles, y algunas vezes [habla] con la misma España». Defendía allí que la lengua vascongada o cántabra era la hablada por Tubal —nieto de Noé– y sus descendientes, míticos primeros pobladores de la península y, por lo tanto, que era la primera lengua hablada en ella.